# Biến đổi phụ âm
Biến đổi phụ âm là biến đổi trong một phụ âm trong một từ dựa trên hình thái và cú pháp.
Biến đổi này xảy ra trong các ngôn ngữ trên thế giới. Ví dụ đầu tiên là biến đổi phụ âm đầu của các ngôn ngữ Celt hiện đại. Biến đổi phụ âm đầu cũng xảy ra trong tiếng Indonesia hoặc tiếng Mã Lai, tiếng Nivkh, tiếng Paiute Nam và một số ngôn ngữ Tây Phi như tiếng Fula. Tiếng Dholuo (có sự biến đổi phụ âm thân từ cuối), cũng như tiếng Anh ở một mức độ nhỏ. Biến đổi phụ âm đầu, giữa, cuối xảy ra trong tiếng Hebrew hiện đại. Ngoài ra, tiếng Nhật thực hiện biến đổi phụ âm trong từ có âm vô thanh, rendaku trong nhiều từ ghép. Các ngôn ngữ Ural như tiếng Phần Lan cho thấy sự chuyển bậc phụ âm, là một loại biến đổi phụ âm.